# 五大洲博物馆
五大洲博物馆（德語：Museum Fünf Kontinente）是德国慕尼黑一个博物馆，收藏非欧洲艺术品和有文化价值的物品。它于2014年9月9日更名，此前称为巴伐利亚州立民族学博物馆（德語：Staatliches Museum für Völkerkunde）。

## 建筑

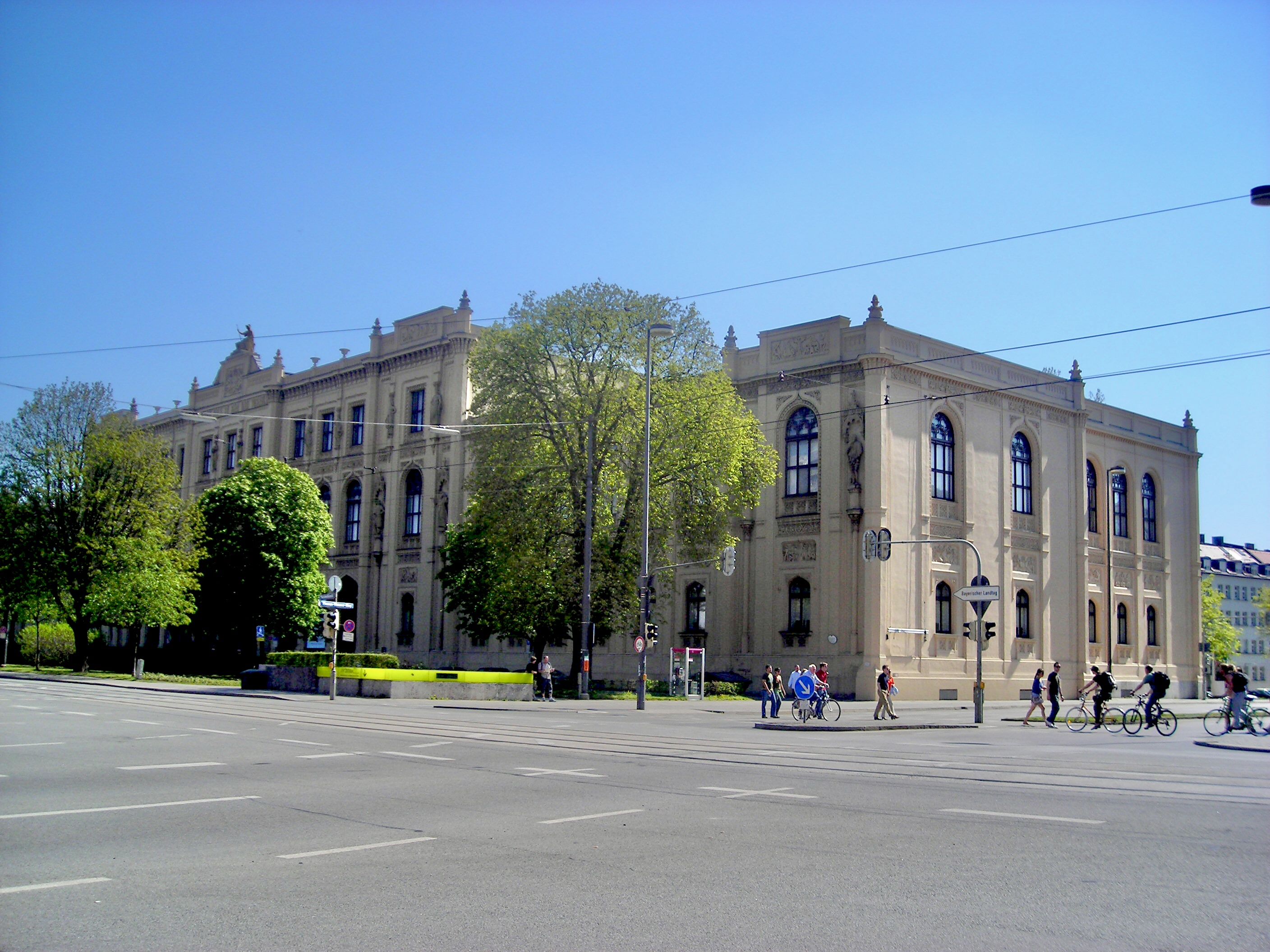
慕尼黑五大洲博物館

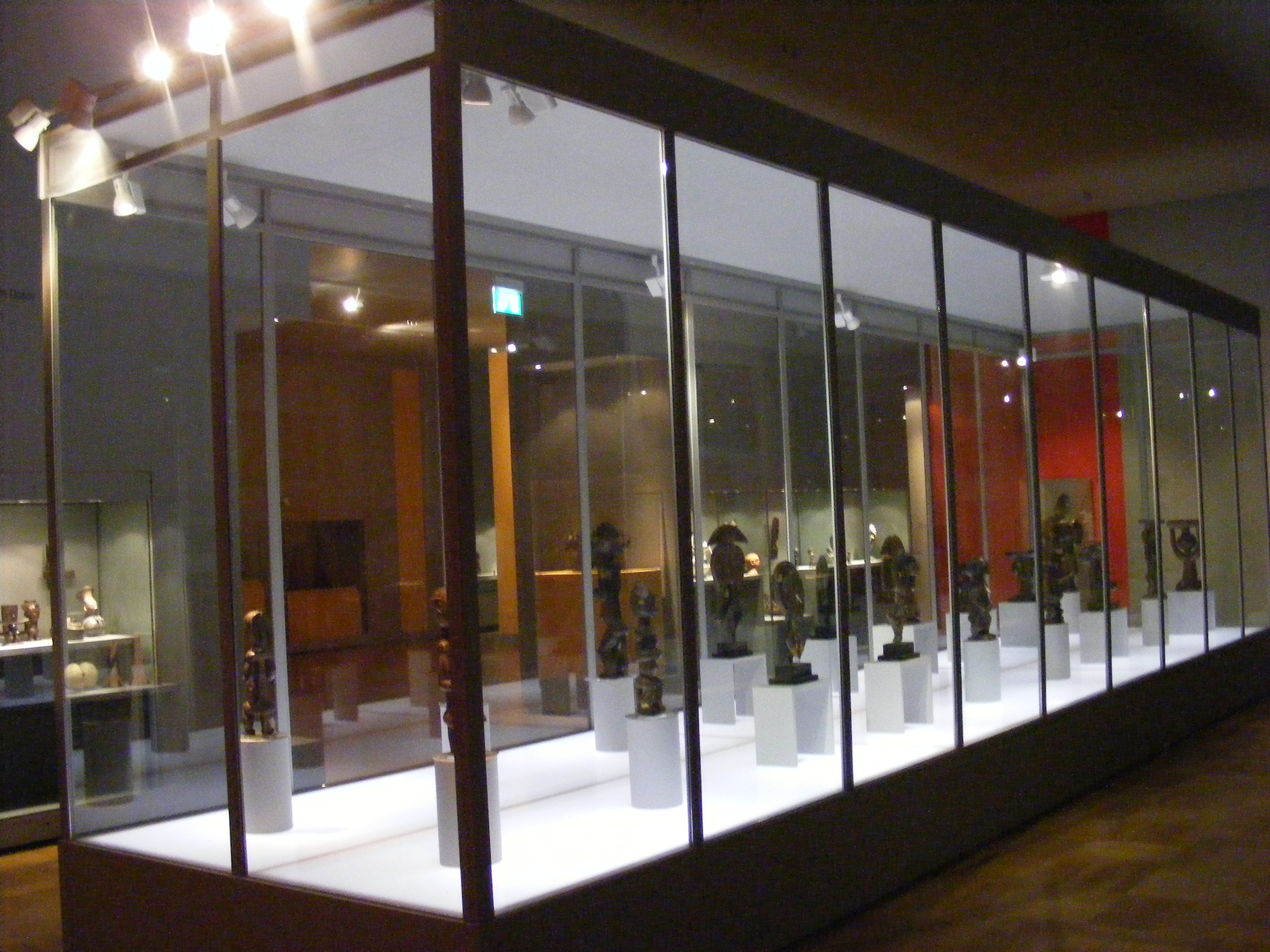
非洲藝術展示區

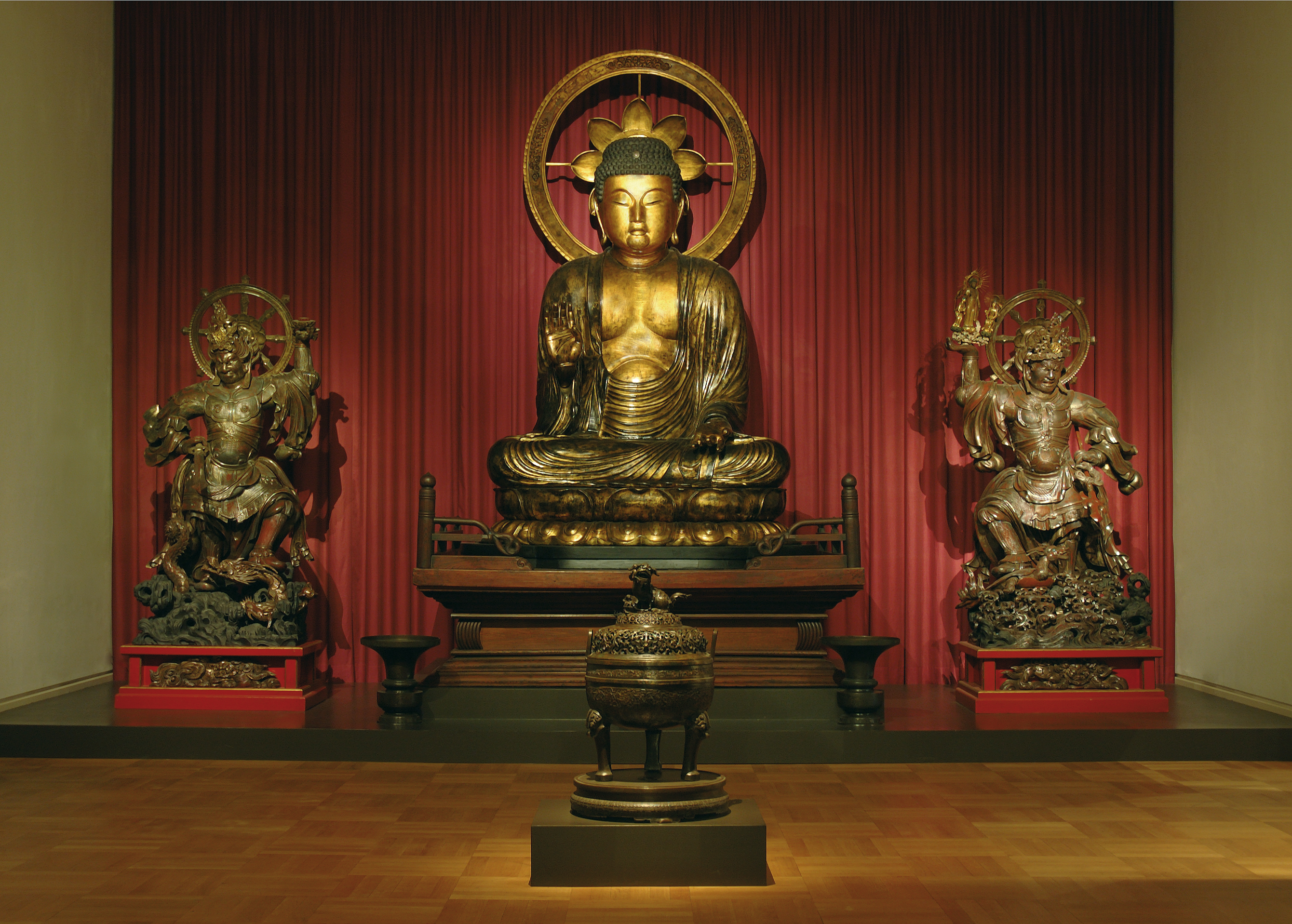
佛陀廳

该建筑位于慕尼黑的马克西米利安大街，该市4条皇家大道之一，最初建于1859-1865年，受到英国垂直哥特式建筑风格的影响。

## 收藏
其收藏始于1868年，但其历史早于此开始。第一批欧洲以外的收藏品来自维特尔斯巴赫王朝的成员。今天，博物馆是德国第二大博物馆，仅次于柏林，收藏了20万件物品，展览面积达4500平方米。总面积约12,000平方米，还包括木工，金属加工，油漆和修复设施，杂志，会议室和办公室。在三楼的常设展览展示美洲和非洲的艺术和文化，而有关伊斯兰世界、印度、东亚和大洋洲的展览位于二楼。

## 外部鏈結
- 官方网站

48°8′15.35″N 11°35′8.51″E / 48.1375972°N 11.5856972°E